# Oravská Poruba
Oravská Poruba je obec na Slovensku, v okrese Dolný Kubín v Žilinském kraji, na Oravě. Žije v ní přibližně 1 100 obyvatel.

## Historie

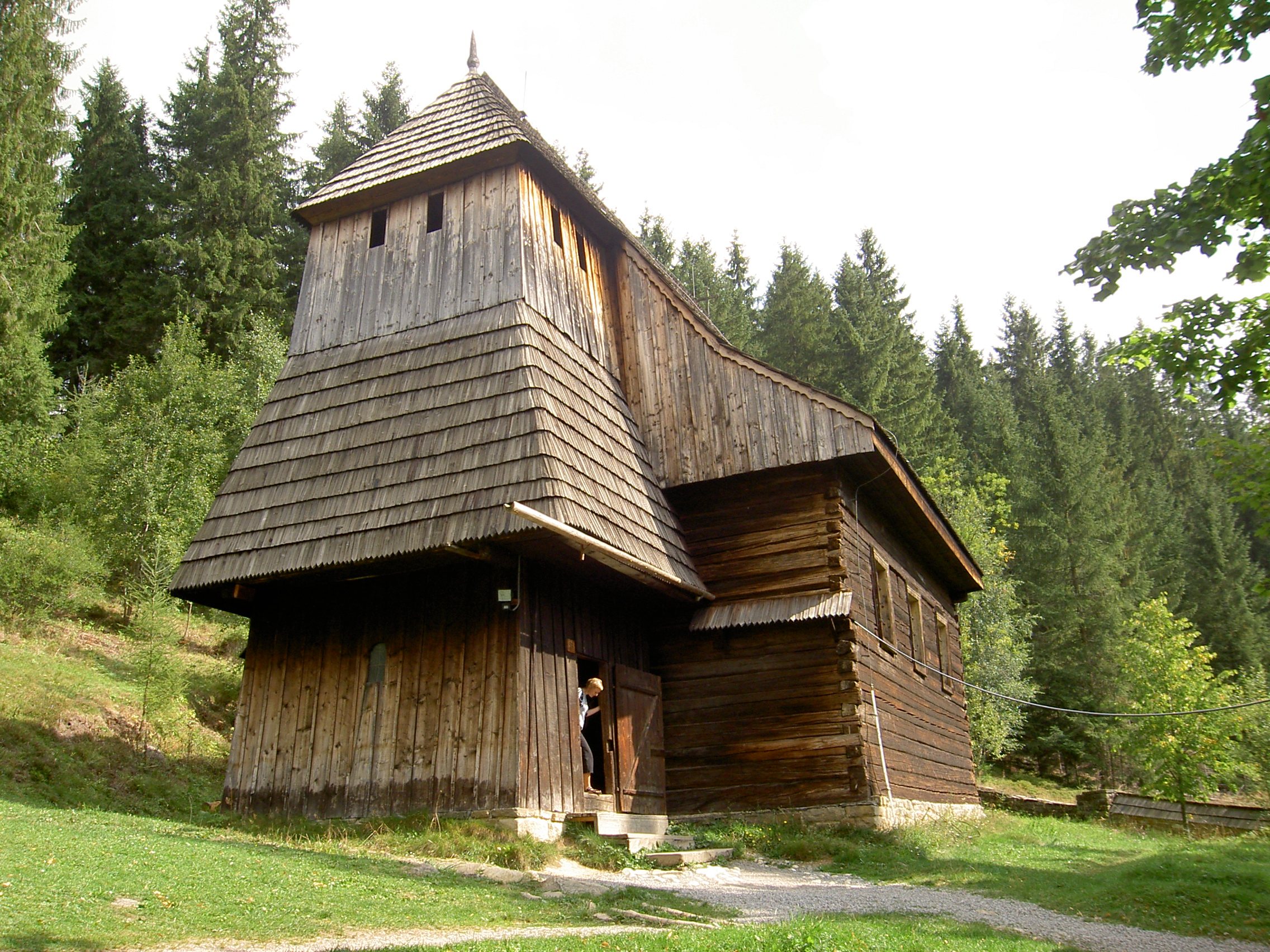
Kostel svaté Alžběty, který původně stál v obci Zábrež a který je umístěn v Muzeu oravskej dediny v Zuberci

Obec vznikla na vymýcených pozemcích, které patřily městečku Veličná. První písemná zmínka o vesnici pochází z roku 1350. Roku 1420 patřila vesnice Jabloňová k panství Oravského hradu. Od roku 1728 byl ve vsi. Po zrušení patrimoniální správy roku 1848 patřila obec Uhersku.
Obec nabízí možnosti rekreace, v zimě například kluziště nebo lyžařský vlek pod Novými Lazmi.

## Přírodní poměry
Obec leží v nadmořské výšce 470 metrů a její katastrální území má výměru 13,258 km². Tok řeky Oravy je součástí chráněného areálu Rieka Orava.